# Nalle Hukkataival
Nalle Hukkataival (* 8. září 1986 Helsinky) je finský reprezentant ve sportovním lezení, vítěz Rock Masteru, vicemistr Evropy a mistr Finska v boulderingu. Ve světovém žebříčku se dostal nejdál ze všech severských lezců.

## Výkony a ocenění
- 2004: zvítězil na svém prvním mezinárodním závodu v boulderingu (Severské mistrovství)
- 2005-2008: čtyři nominace na prestižní mezinárodní závody Rock Master v italském Arcu, kde získal čtyři medaile i zlato
- 2009: vítěz ankety Golden Piton Award 2009 za své přelezy boulderů[1]
- jeden z mála lezců na světě, který přelezl boulder obtížnosti 8B ve stylu flash
- první přelez boulderu v obtížnosti 8B ve Finsku
- osminásobný mistr Finska v boulderingu

### Závodní výsledky
| Arco Rock Master | Arco Rock Master | Arco Rock Master | Arco Rock Master | Arco Rock Master |
| Rok              | 2005             | 2006             | 2007             | 2008             |
| ---------------- | ---------------- | ---------------- | ---------------- | ---------------- |
| Bouldering       | 3                | 1                | 2                | 3                |

| Mistrovství světa | Mistrovství světa | Mistrovství světa | Mistrovství světa |
| Rok               | 2005              | 2007              | 2011              |
| ----------------- | ----------------- | ----------------- | ----------------- |
| Bouldering        | 5                 | 19                | 37-38             |

| Světový pohár | Světový pohár | Světový pohár   | Světový pohár     | Světový pohár      | Světový pohár |
| Rok           | 2005          | 2006            | 2007              | 2008               | 2009          |
| ------------- | ------------- | --------------- | ----------------- | ------------------ | ------------- |
| Bouldering    | 22-23         | 49-50           | 8                 | 87-88              | 37-38         |
| jednotlivě*   | 4,-,-,-       | -,-,-,-,47,18,- | 14,22,,16,25,21,4 | -,-,-,28-29,-,-,50 | -,16,-,-,25   |

- poznámka: nalevo jsou poslední závody v roce

| Mistrovství Evropy | Mistrovství Evropy | Mistrovství Evropy | Mistrovství Evropy |
| Rok                | 2004               | 2007               | 2008               |
| ------------------ | ------------------ | ------------------ | ------------------ |
| Bouldering         | 29                 | 2                  | 23-24              |

| Severské mistrovství | Severské mistrovství |
| Rok                  | 2004                 |
| -------------------- | -------------------- |
| Bouldering           | 1                    |

| Mistrovství Finska | Mistrovství Finska | Mistrovství Finska | Mistrovství Finska | Mistrovství Finska | Mistrovství Finska | Mistrovství Finska | Mistrovství Finska | Mistrovství Finska |
| Rok                | Rok                | Rok                | Rok                | Rok                | Rok                | Rok                | Rok                | Rok                |
| ------------------ | ------------------ | ------------------ | ------------------ | ------------------ | ------------------ | ------------------ | ------------------ | ------------------ |
| Bouldering         | 1                  | 1                  | 1                  | 1                  | 1                  | 1                  | 1                  | 1                  |

## Filmografie
- 2008: Pure; režie: Chuck Fryberger, DVD (anglicky)
- 2010: The Scene; režie: Chuck Fryberger, DVD (anglicky)
- 2010: Core; režie: Chuck Fryberger, DVD (anglicky)
- 2013: Out of sight; režie: Neil Hart, DVD (anglicky)
- 2014: Out of sight 2; režie: Neil Hart, DVD (anglicky)